# Noah Cyrus
Noah Lindsey Cyrus (* 8. Januar 2000 in Nashville, Tennessee) ist eine US-amerikanische Synchronsprecherin, Schauspielerin und Sängerin. Sie ist die jüngste Tochter des Country-Musikers und Schauspielers Billy Ray Cyrus und die Schwester von Miley Cyrus.

## Leben
Ihre erste Rolle hatte Noah Cyrus mit drei Jahren als Gracie Hebert in der Fernsehserie Doc. Sie war außerdem Gastsprecherin in zwei Episoden von Kuzco’s Königsklasse. Sie agierte als Background-Tänzerin in Miley Cyrus’ 2008 gedrehtem Film Hannah Montana – Der Film und spielte eine kleine Rolle in sechs Episoden der Disney-Serie Hannah Montana. Noah Cyrus spielte auch in anderen Fernsehshows und in dem Musikvideo Face of God ihres Vaters mit. In dem Anime-Film Ponyo das verzauberte Goldfischmädchen aus dem Jahr 2008 übernahm sie die Synchronisation der Hauptrolle Ponyo in der englischsprachigen Filmversion. In den Jahren 2009 und 2010 betrieb sie mit ihrer Freundin Emily Grace Reaves auf YouTube und mileyworld.com die Webshow The Noie and Ems Show, mit welcher die beiden 2009 anlässlich der Wonder World Tour von Miley Cyrus auf Tour gingen. Im Juli 2011 war Noah als Model der Marke Stoney Clover tätig. Auf dem seit Dezember 2013 bestehenden YouTube-Kanal Seriously Cyrus erhielt Noah Cyrus ihre eigene Show mit dem Titel NOAH.
Im September 2016 wurde bekannt, dass Cyrus einen Plattenvertrag abgeschlossen habe. Am 15. November 2016 wurde ihre Debütsingle Make Me (Cry), die sie gemeinsam mit dem britischen Sänger Labrinth aufnahm, veröffentlicht. Am 24. Februar 2017 erschien in Zusammenarbeit mit den Trap- und Future-Bass-Produzenten Marshmello und Ookay das Lied Chasing Colors.
Am 15. Mai 2020 veröffentlichte sie ihre zweite EP namens The End of Everything. Die EP beinhaltet acht Lieder, darunter die Single July.
Für die Grammy Awards 2021 wurde sie für einen in der Kategorie Best New Artist nominiert, konnte sich jedoch nicht gegen Megan Thee Stallion durchsetzen.

## Filmografie
- 2002–2003: Doc (Fernsehserie, 6 Folgen)
- 2006–2010: Hannah Montana (Fernsehserie, 6 Folgen)
- 2007: Kuzco’s Königsklasse (The Emperor’s New School, Fernsehserie, 1 Folge)
- 2008: R.L. Stines Geistermeister – Besuch aus dem Jenseits (Mostly Ghostly)
- 2009: Hannah Montana – Der Film (Hannah Montana: The Movie)
- 2009: Ponyo – Das große Abenteuer am Meer (崖の上のポニョ, Stimme)
- 2014: Take 2 (Fernsehserie, 3 Folgen)
- 2021: American Horror Stories (Fernsehserie, Folge: Game Over)

## Diskografie
Alben
- 2022: The Hardest Part

EPs
- 2018: Good Cry
- 2020: The End of Everything
- 2021: People Don't Change (mit PJ Harding)

Singles
- 2016: Make Me (Cry) (feat. Labrinth)
- 2016: Almost Famous (Accustic Version)
- 2017: Chasing Colors (mit Marshmello & Ookay)
- 2017: Stay Together (US: Gold)
- 2017: I’m Stuck
- 2017: Almost Famous (Studio Version)
- 2017: Again (feat. XXXTentacion, UK: Silber, US: Platin)
- 2017: It’s Beginning to Look a Lot Like Christmas
- 2017: My Way (mit One Bit)
- 2018: We Are… (feat. MØ)
- 2018: Team (mit MAX)
- 2018: Lately (mit Tanner Alexander)
- 2018: Live or die (mit Lil Xan)
- 2018: Mad at You (mit Gallant)
- 2019: July (DE: Gold, AT: ×2Doppelplatin )
- 2019: Lonely (US: Gold)
- 2019: fuckyounoah (mit London On Da Track)
- 2020: This Is Us (mit Jimmie Allen, US: Gold)
- 2020: I Got So High That I Saw Jesus
- 2020: All Three
- 2021: Dear Augst (mit PJ Harding)
- 2021: You Belong To Somebody Else (mit PJ Harding)
- 2022: I Burned LA Down
- 2022: Mr. Percocet
- 2024: My fault (Shaboozey, feat. Noah Cyrus)

## Gastbeiträge
- 2017: Waiting (Jake Bugg feat. Noah Cyrus)
- 2017: All Falls Down (Alan Walker feat. Noah Cyrus & Digital Farm Animals, US: Gold)
- 2017: Slow (Matoma feat. Noah Cyrus)

## Auszeichnungen für Musikverkäufe
| Goldene Schallplatte - Australien - 2018: für die Single All Falls Down - 2022: für die Single Lonely - 2022: für die Single Stay Together - Dänemark - 2018: für die Single Make Me (Cry) - 2020: für die Single All Falls Down - Frankreich - 2020: für die Single All Falls Down - 2023: für die Single July - 2024: für die Single Again - Italien - 2018: für die Single All Falls Down - 2024: für die Single July - Kanada - 2018: für die Single Again - 2018: für die Single Stay Together - Mexiko - 2019: für die Single Make Me (Cry) | Platin-Schallplatte - Australien - 2018: für die Single Make Me (Cry) - Dänemark - 2023: für die Single July - Irland - 2020: für die Single July - Kanada - 2017: für die Single Make Me (Cry) - 2018: für die Single All Falls Down - Mexiko - 2020: für die Single All Falls Down - Neuseeland - 2020: für die Single Make Me (Cry) - 2024: für das Album The End of Everything - Niederlande - 2018: für die Single All Falls Down - Norwegen - 2020: für die Single July - Polen - 2023: für die Single July - 2024: für die Single Again - Schweden - 2017: für die Single Make Me (Cry) - Spanien - 2024: für die Single All Falls Down - 2024: für die Single July | 2× Platin-Schallplatte - Polen - 2021: für die Single All Falls Down - Schweden - 2023: für die Single July 3× Platin-Schallplatte - Schweden - 2021: für die Single All Falls Down 5× Platin-Schallplatte - Neuseeland - 2024: für die Single July 8× Platin-Schallplatte - Australien - 2024: für die Single July 9× Platin-Schallplatte - Kanada - 2024: für die Single July |

Anmerkung: Auszeichnungen in Ländern aus den Charttabellen bzw. Chartboxen sind in ebendiesen zu finden.
| Land/RegionAuszeichnungen für Musikverkäufe (Land/Region, Auszeichnungen, Verkäufe, Quellen) | Silber     | Gold       | Platin       | Verkäufe   | Quellen              |
| -------------------------------------------------------------------------------------------- | ---------- | ---------- | ------------ | ---------- | -------------------- |
| Australien (ARIA)                                                                            | —          | 3× Gold3   | 9× Platin9   | 735.000    | aria.com.au          |
| Dänemark (IFPI)                                                                              | —          | 2× Gold2   | Platin1      | 165.000    | ifpi.dk              |
| Deutschland (BVMI)                                                                           | —          | 2× Gold2   | —            | 400.000    | musikindustrie.de    |
| Frankreich (SNEP)                                                                            | —          | 3× Gold3   | —            | 300.000    | snepmusique.com      |
| Irland (IRMA)                                                                                | —          | —          | Platin1      | 15.000     | Einzelnachweise      |
| Italien (FIMI)                                                                               | —          | 2× Gold2   | —            | 75.000     | fimi.it              |
| Kanada (MC)                                                                                  | —          | 2× Gold2   | 11× Platin11 | 960.000    | musiccanada.com      |
| Mexiko (AMPROFON)                                                                            | —          | Gold1      | Platin1      | 90.000     | amprofon.com.mx      |
| Neuseeland (RMNZ)                                                                            | —          | —          | 7× Platin7   | 195.000    | radioscope.co.nz NZ2 |
| Niederlande (NVPI)                                                                           | —          | —          | Platin1      | 40.000     | nvpi.nl              |
| Norwegen (IFPI)                                                                              | —          | —          | Platin1      | 60.000     | Einzelnachweise      |
| Österreich (IFPI)                                                                            | —          | Gold1      | 2× Platin2   | 75.000     | ifpi.at              |
| Polen (ZPAV)                                                                                 | —          | —          | 4× Platin4   | 140.000    | olis.pl              |
| Schweden (IFPI)                                                                              | —          | —          | 6× Platin6   | 440.000    | sverigetopplistan.se |
| Schweiz (IFPI)                                                                               | —          | Gold1      | Platin1      | 30.000     | musikwoche.de        |
| Spanien (Promusicae)                                                                         | —          | —          | 2× Platin2   | 120.000    | elportaldemusica.es  |
| Vereinigte Staaten (RIAA)                                                                    | —          | 5× Gold5   | 9× Platin9   | 11.500.000 | riaa.com             |
| Vereinigtes Königreich (BPI)                                                                 | 4× Silber4 | —          | Platin1      | 1.400.000  | bpi.co.uk            |
| Insgesamt                                                                                    | 4× Silber4 | 22× Gold22 | 57× Platin57 |            |                      |